# Peabody Gewehr Modell 1867
Das Peabody Gewehr Modell 1867 im Kaliber 10,5 mm war die Ordonnanzwaffe der Schweizer Armee zur Bewaffnung der Genietruppen ab 1867.

## Geschichte
Das System des Peabody-Hinterladers mit einem Kippblockverschluss wurde von Henry O. Peabody, Boston, Massachusetts, in den USA entwickelt und im Juli 1863 patentiert (US-Patent 35.947). Von 1866 bis 1871 wurden etwa 112.000 dieser Waffen bei der Providence Tool Company in diversen Kalibern hergestellt und meist ins Ausland verkauft, da die US-Armee nach dem Bürgerkrieg keinen Bedarf mehr hatte an Infanteriegewehren.
Gemäss Bundesratsbeschluss vom 14. Juni 1867 wurden bei der Providence Tool Company 15.000 dieser Waffen gekauft, um die Schützen zu bewaffnen solange keine Stutzer System Milbank-Amsler und Vetterli Repetierstutzer Modell 1871 zur Verfügung standen. Ab 1873, als die Auslieferung der Vetterli Modell 1871 anlief wurden die Peabody-Gewehre an die Genietruppen abgegeben.

## Technik

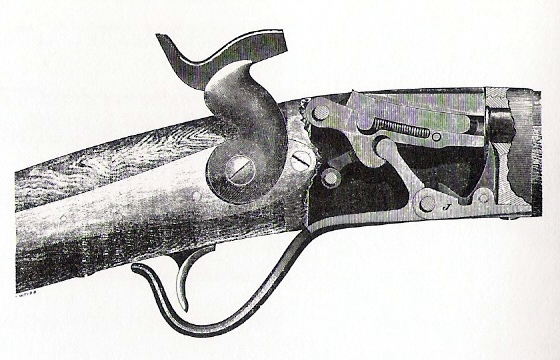
Peabody Verschluss

Der Peabody-Verschlussblock ist hinten im Verschlussgehäuse auf einer Achse gelagert und wird zum Nachladen mit dem Ladehebel, der gleichzeitig als Abzugsbügel dient abgekippt und wieder geschlossen. Beim Schuss wird der Rückstoss über die Achse und die kreisförmige, an den Verschluss angepasste Rückwand des Verschlussgehäuses aufgefangen.
Zur Zündung der Patronen ist das Peabody-Gewehr Modell 1867 mit einem Kettenschloss ausgerüstet, das dem von Perkussionswaffen entspricht. Beim Betätigen des Abzuges schlägt der Hahn auf den durch den Verschlussblock laufenden Zündstift, der die Randfeuerpatrone zündet. Die Patrone entspricht der Vetterlipatrone im Kaliber 10,5 mm. Beim Nachladen durch Abkippen des Verschlussblocks schlägt dieser auf den vorne im Verschlussgehäuse angebrachten winkelförmigen Auswerfer, der mit seiner senkrechten Komponente die leergeschossene Hülse aus dem Patronenlager zieht.
Die Visierschussweite auf dem Quadrantenvisier ist verstellbar, tiefste Visierstellung 200 m höchste Stellung 800 m.
Als Bajonett diente ein Tüllenbajonett mit einer Klingenlänge von 480 mm.

## Abänderungen 1877
1877 wurden 1000 Peabody-Gewehre Modell 1867 abgeändert. Ausgeschossene Läufe wurden durch in der Eidgenössischen Waffenfabrik hergestellte Läufe ersetzt, welche sich von den auf der ganzen Länge runden US-Läufen durch eine hinten 80 mm lange achteckige Strecke unterschieden. Zudem war die Dralllänge der W+F Läufe nicht mehr 720 mm, sondern 660 mm pro Umdrehung. Die neuen Läufe waren auch minimal kürzer und die Bajonetthaft wurde verbessert. Es wurden auch Änderungen am Schlossmechanismus vorgenommen, so wurde beispielsweise der Schlagstift durch einen solchen aus Stahl ersetzt, der Auswerfer wurde in der Breite reduziert. Die Änderungen brachten eine Verminderung des Gewichts der Waffe von 4,4 kg auf 4,08 kg.

## Das System Peabody-Martini
Die vom Schweizer Konstrukteur und Erfinder Friedrich von Martini 1860 in Frauenfeld, Kanton Thurgau, gegründete Maschinenfabrik F. Martini & Co. war ein Unternehmen, das anfangs Buchbinde- und Textilmaschinen, ab 1869 hauptsächlich Gewehre (Peabody-Martini-Gewehre) herstellte. Der schweizerische Waffen- und spätere Automobilfabrikant verbesserte das Zündsystem der Waffe, indem er das hinter dem Verschlussgehäuse liegende Kettenschloss mit Hahn durch einen in den Verschlussblock integrierten Zündmechanismus ersetzte, der beim Laden automatisch gespannt wurde. Neben anderen Verbesserungen ersetzte er den unter der Kammer angebrachten Auswerfer durch einen links neben dem Verschlussblock angebrachten Mechanismus, der die abgeschossenen Hülsen wirklich auswarf. Die Peabody-Martini Standschützengewehre wurden für die Vetterlipatronen, später auch für die schweizerischen 7,5 × 53,5 mm GP 1890 Ordonnanzpatronen hergestellt. Zudem wurden auch Jagdgewehre in den in der Schweiz gebräuchlichen Kalibern hergestellt.
Das Peabody Gewehr mit dem Martini-Zündsystem wurde ab 1871 auch in der Armee Großbritanniens unter der Bezeichnung Martini-Henry-Gewehr eingeführt.

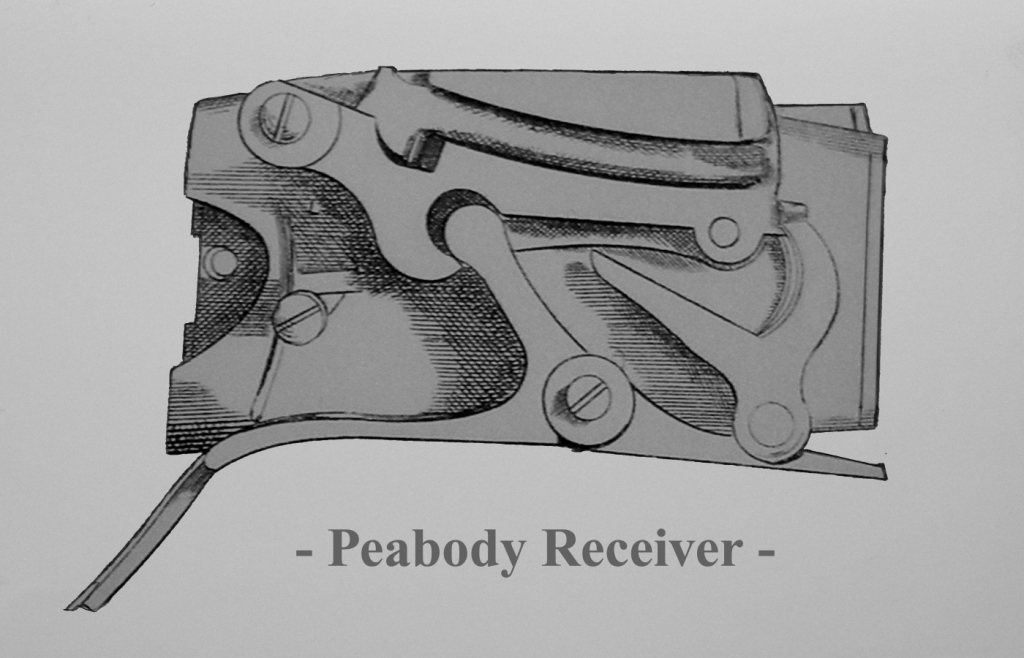
Frühes Peabody Verschlusssystem
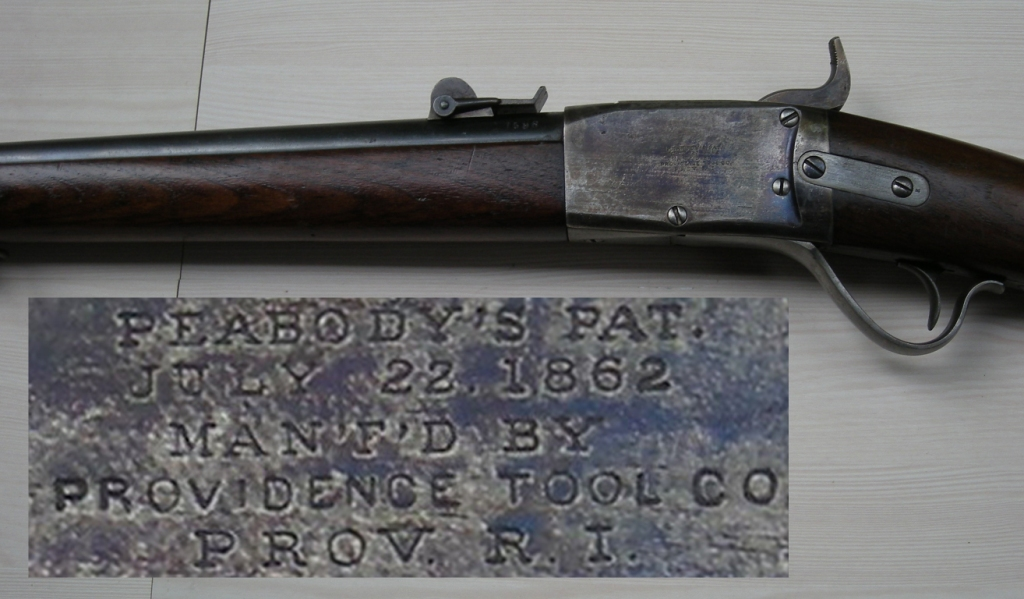
Peabody-Herstelleradresse auf dem Verschlussgehäuse
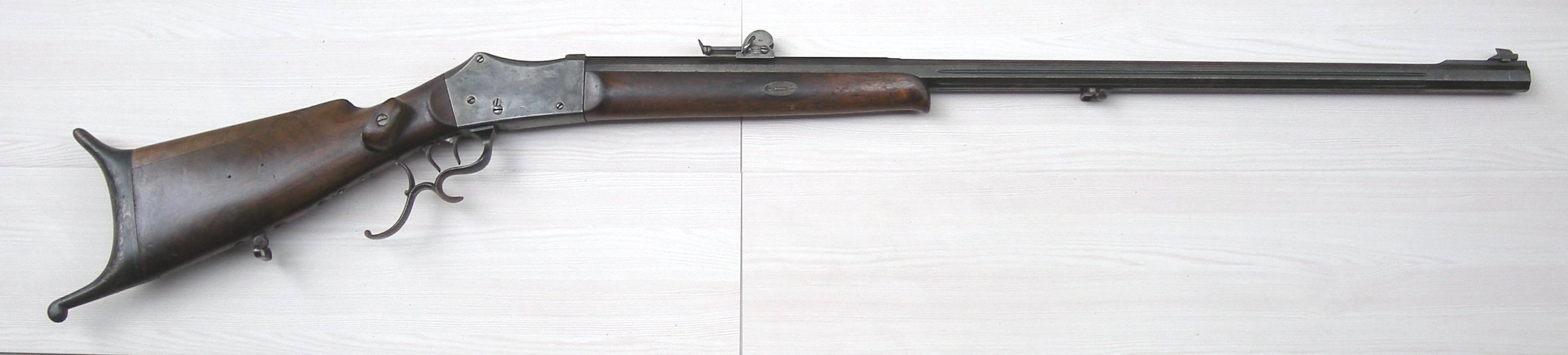
Peabody-Martini Standschützengewehr
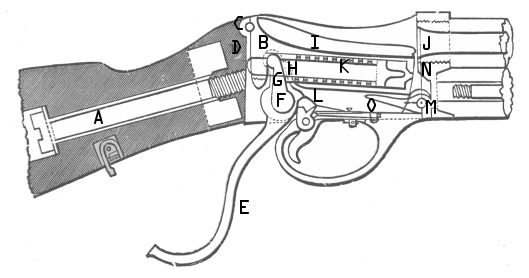
Schnittzeichnung durch einen Martini-Verschluss
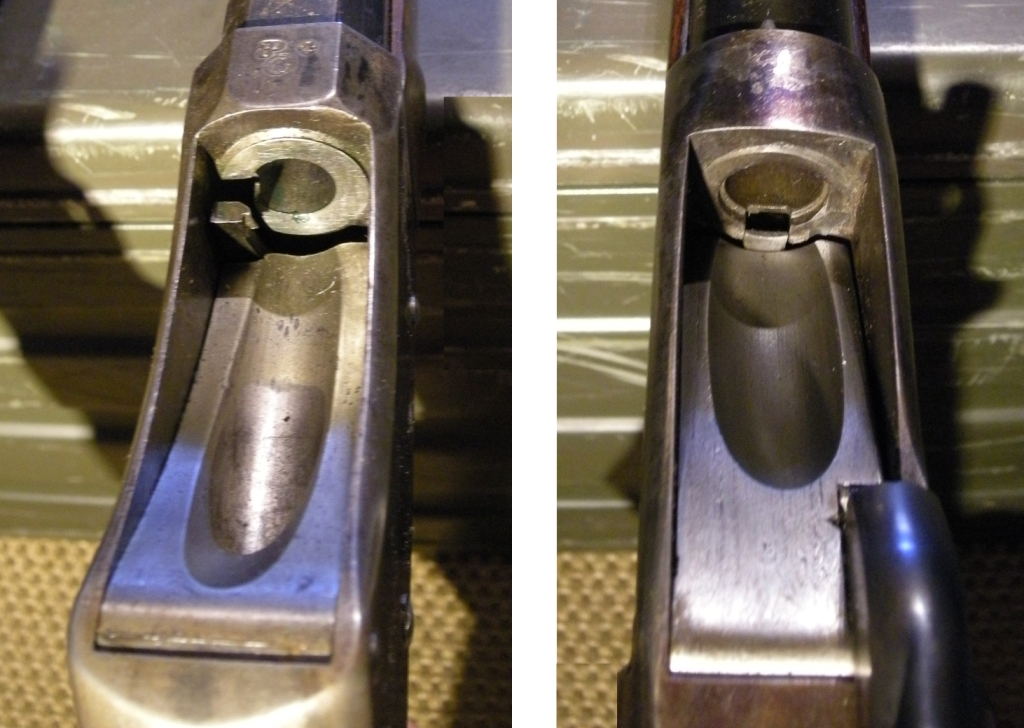
Vergleich der Auswerfer Martini versus Peabody
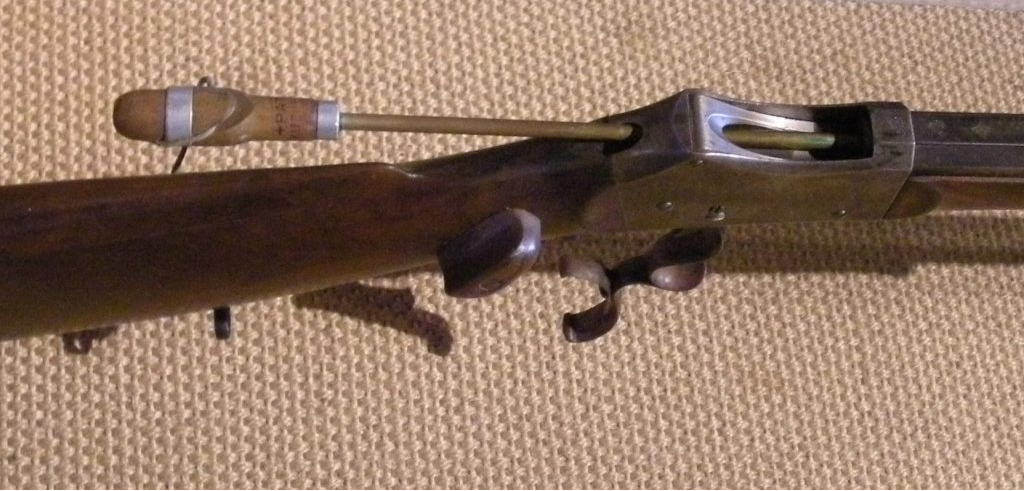
Bohrung im Verschlussblock für Putzstock